# Апросимовка
Апросимовка — деревня в Тербунском районе Липецкой области России. Входит в состав Борковского сельсовета.

## География
Деревня находится в юго-западной части Липецкой области, в лесостепной зоне, в пределах Среднерусской возвышенности, к востоку от реки Олым, на расстоянии примерно 12 километров (по прямой) к западу-северо-западу (WNW) от села Тербуны, административного центра района. Абсолютная высота — 174 метра над уровнем моря.
Климат умеренно континентальный с теплым летом и умеренно морозной зимой. Годовое количество осадков — 450—500 мм. Средняя температура января составляет −9,5°, июля — +19,5°.
Часовой пояс
Деревня Апросимовка, как и вся Липецкая область, находится в часовой зоне МСК (московское время). Смещение применяемого времени относительно UTC составляет +3:00.

## Население
| 2010 |
| ---- |
| 0    |